# Kengo Kawamata
Kengo Kawamata (川又 堅碁 Kawamata Kengo?), född 14 oktober 1989, är en japansk fotbollsspelare som spelar för Júbilo Iwata.
Kawamata debuterade för Japans landslag den 27 mars 2015 i en 2–0-vinst över Tunisien.